# Listă de artiști Art Deco

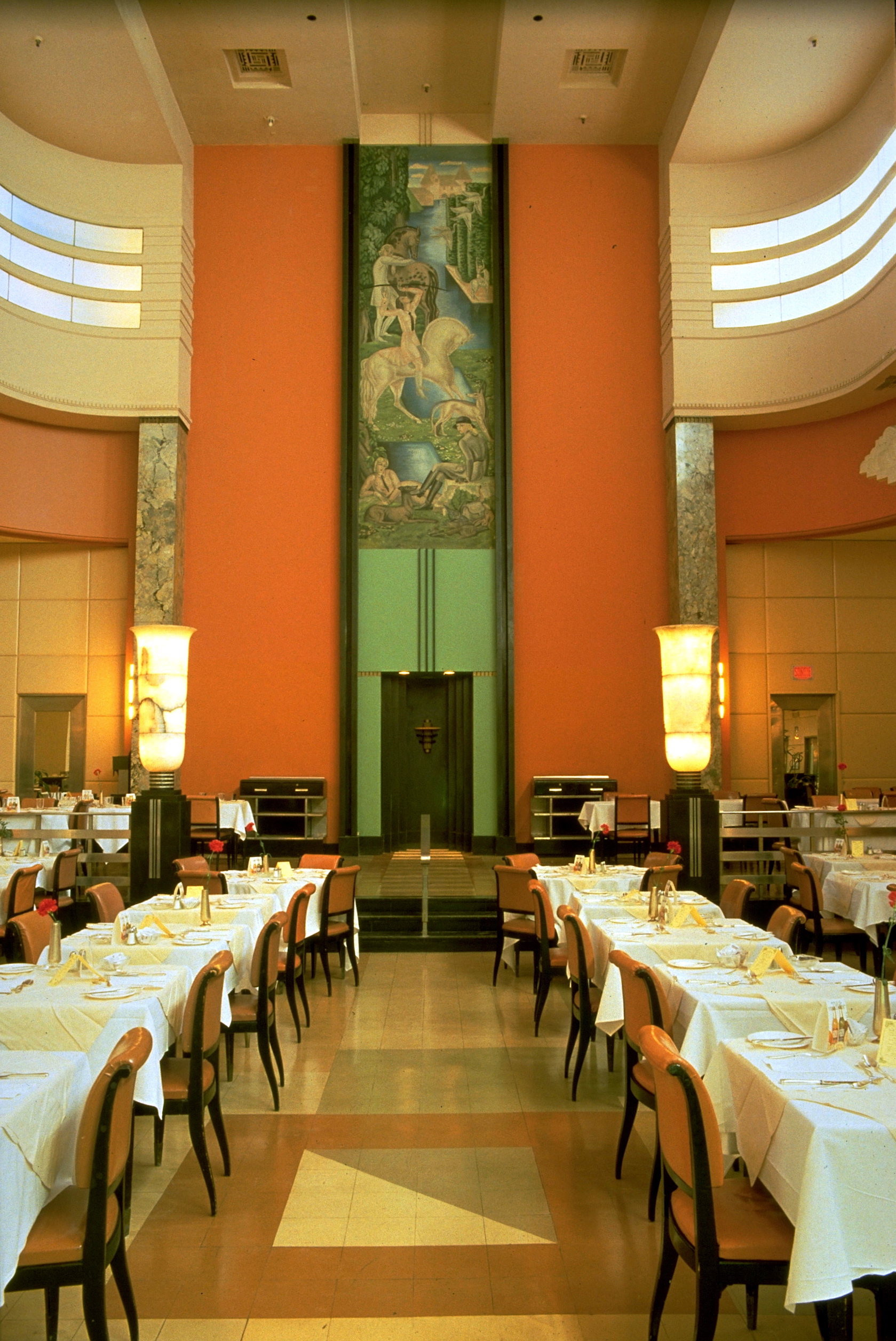
Eaton's Ninth Floor, Toronto, Ontario, Canada.

Această pagină este o listă de diferiți artiști (arhitecți, bijutieri, decoratori, designeri, gravori, ilustratori, pictori, sculptori, ... ), la care se adaugă uneori nume de diverse companii, care au creat artefacte de orice natură care se pot încadra în amplul curent artistic Art Deco .
Deloc întâmplător, întrucât durata existenței maxime a stilului Art Nouveau s-a întins pe o perioadă de doar 20 - 25 de ani (circa 1885 - 1911), mulți dintre acești artiști au creat anterior în maniera Art Nouveau și apoi, ca o continuare firească, în maniera Art Deco.

## A

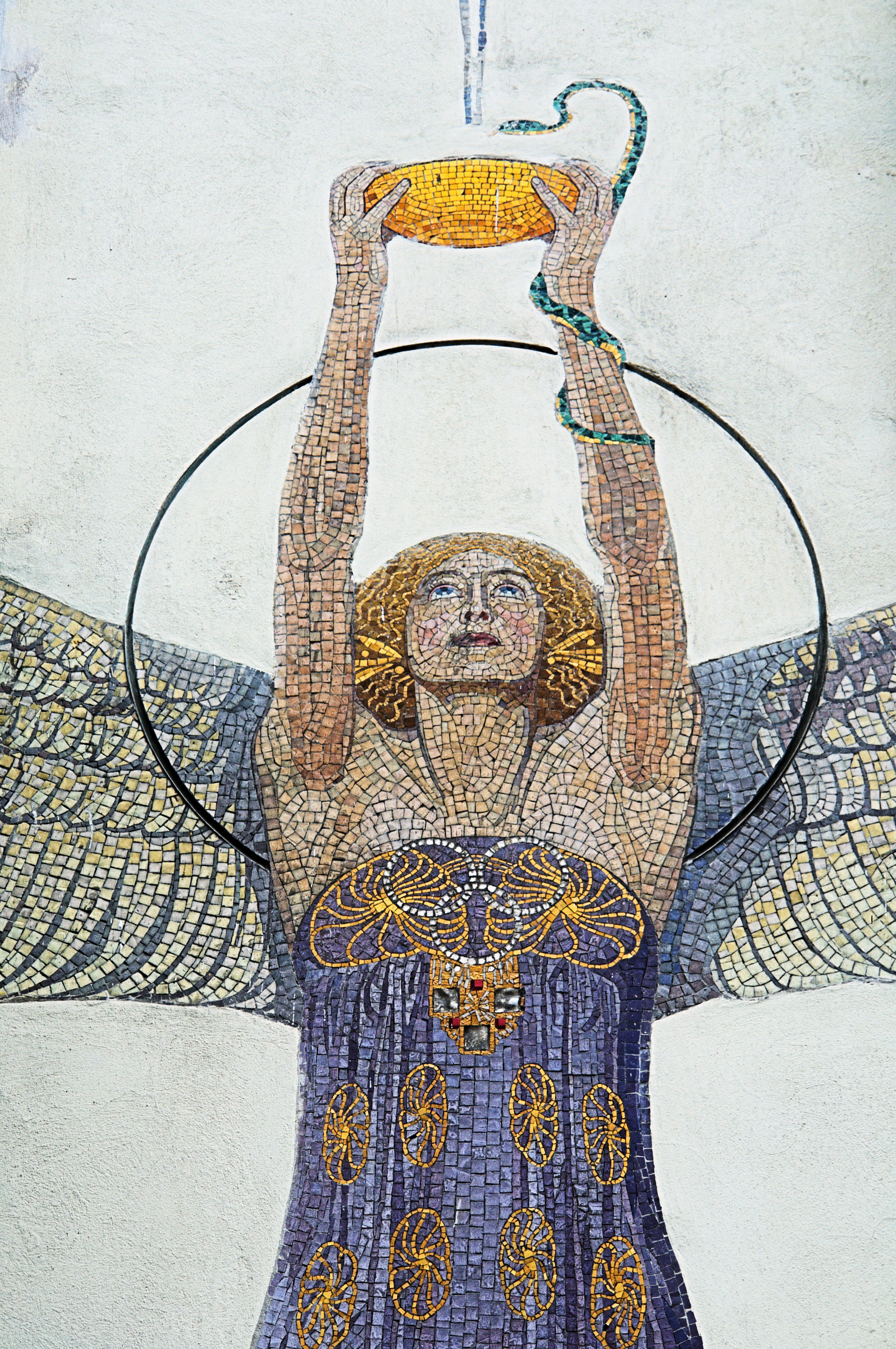
Detaliu al mozaicului fațadei farmaciei Engel din Viena.

- André, Émile (1871 - 1933), francez, creator de artefacte și arhitect
- Arabia O.Y., fabrică finlandeză de sticlărie și porțelanuri fondată în 1874 în Helsinki
- Argy-Rousseau, Gabriel (1885 - 1953), francez, designer, sticlar, realizator de artefacte din sticlă și ceramică
- Ashbee, Charles Robert (1863 - 1942), englez, arhitect, decorator de interioare,  argintar, realizator de artefacte, teoretician al artei, poet
- Atkinson, Robert (1883 - 1952), englez, arhitect, designer, considerat unul dintre cei mai importanți arhitecți britanici ai primei jumătăți a secolului al 20-lea
- Auchentaller, Josef Maria (1865 - 1949), austriac, pictor, realizator de artefacte, grafician
- Auger, Georges, francez, (1864 - 1935), francez, aurar, designer de bijuterii

## B

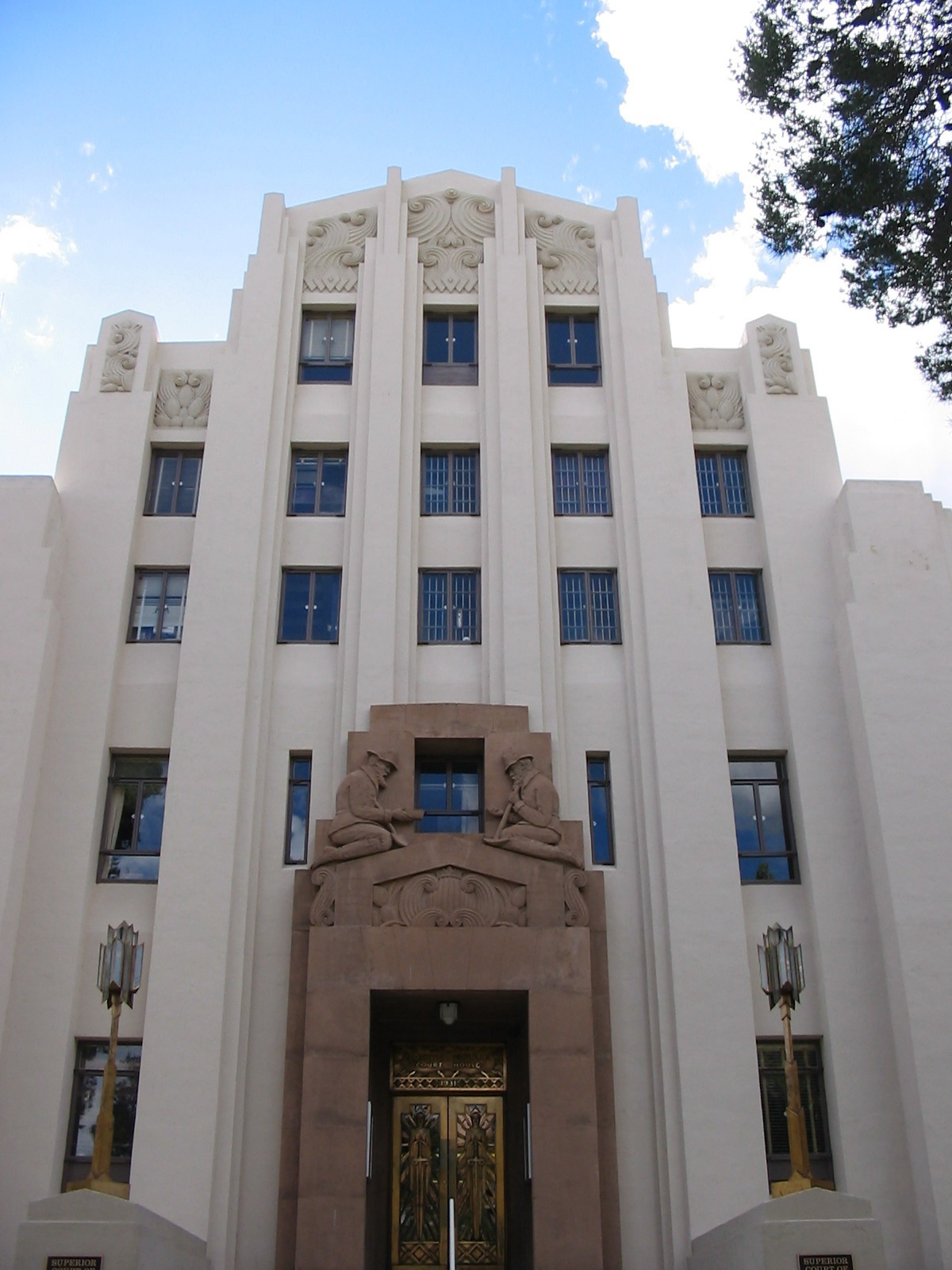
Clădirea Curţii de Justiţie a comitatului Cochise, Bisbee, Arizona, 1931 - 1932.

- Bakst, Léon (1866 - 1924), rus, designer, grafician, coreograf, realizator de costume de scenă, managerul trupei de balet rusești Les Ballets Russes
- Baillie Scott, Mackay Hugh (1865 - 1945), englez, arhitect, decorator de interioare, designer de artefacte
- Balat, Alphonse François Hubert (1818 - 1895), belgian, arhitect
- Barbier, Georges (1882 - 1932), francez, designer, grafician, pictor
- Basile, Ernesto (1857 - 1932), italian, arhitect, decorator de interioare și pedagog
- Behrens, Peter (1868 - 1940), german, arhitect, pictor, grafician, designer de produse industriale, realizator de seturi de litere, ilustrator de carte, mentor ai unor arhitecți faimoși ai secolului al XX-lea, Walter Gropius, Ludwig Mies van der Rohe și Le Corbusier
- Beltrami, Giovanni (1860 - 1926), italian, sticlar și ceramist
- Belperron, Suzanne (1887 - 1983), franțuzoaică, aurar, bijutier, designer
- Bergé, Henri (1870 - 1937), francez, artist vizual, pictor pe sticlă și ceramică, sculptor
- Berghoff, Karl, german, designer, realizator de artefacte
- Berlage, Hendrik Petrus (1856 - 1934), olandez, arhitect, urbanist, designer de mobilier și artefacte
- Bernhard, Lucian, german, pseudonimul artistic al lui Emil Kahn (1883 - 1972), pictor, ilustrator, grafician, arhitect, creator de seturi de litere, arhitect, decorator de interioare și profesor de arte frumoase
- Biet, Georges (1868 - 1955), francez, arhitect
- Bilibin, Ivan Yakovlevich (1876 - 1942), rus, grafician, designer, pictor

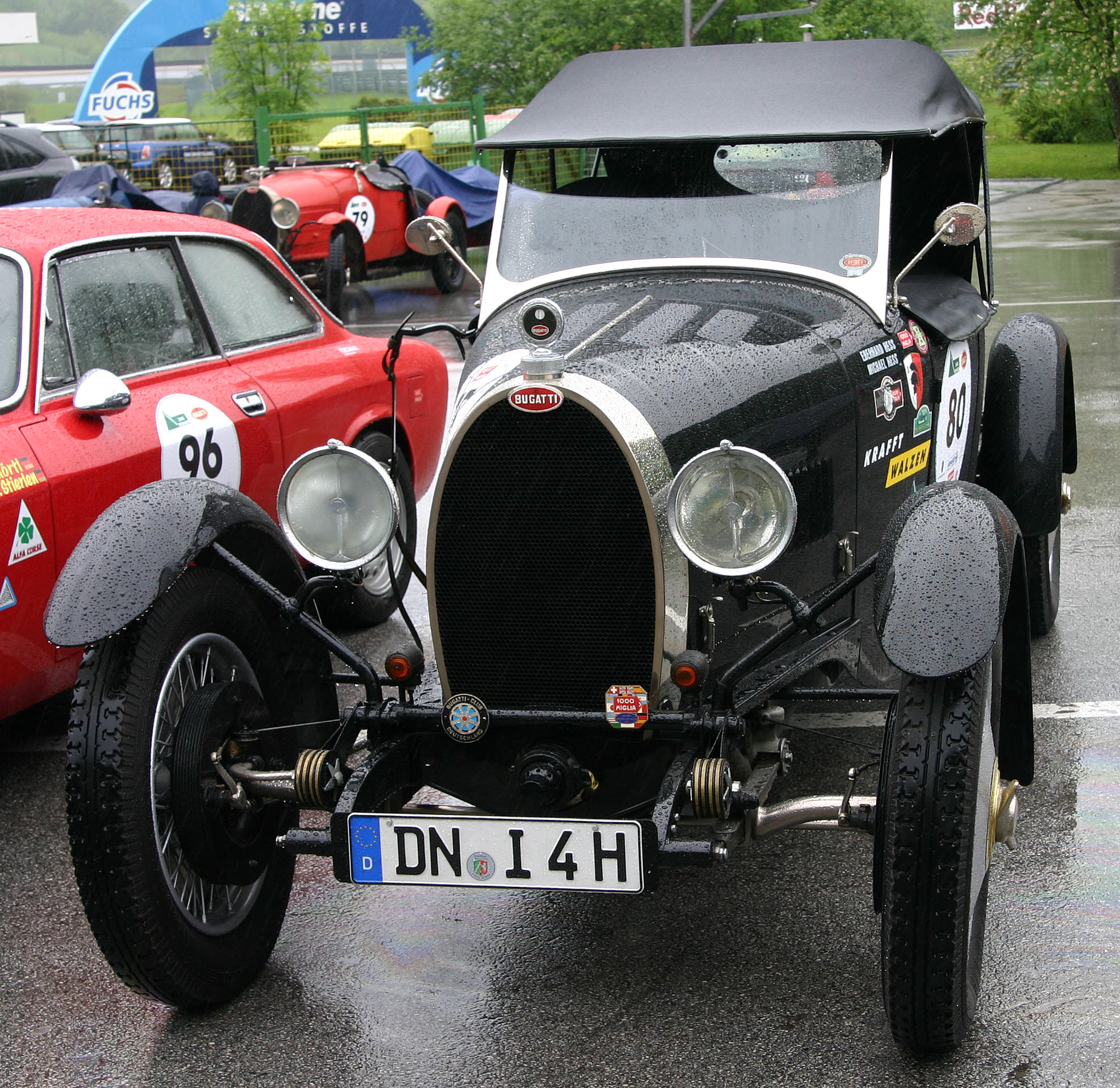
Bugatti 40

- Blérot, Ernest (1870 - 1957), belgian, arhitect, decorator de interioare și restaurator
- Blomstedt, Väinö (1871 - 1947), finlandez, pictor, realizator de artefacte, ilustrator și designer de textile
- Blossfeldt, Karl (1865 - 1932), german, fotograf, pedagog
- Bokslaff, Wilhelm Ludwig Nikolai (1858 - 1945), leton german, arhitect și inginer constructor
- Boldini, Giovanni (1842 - 1931), italian, pictor
- Bonfils, Robert (1886 - 1972), francez, designer, ilustrator, realizator de afișe
- Bonnard, Pierre (1867 - 1947), francez, pictor, litograf, grafician, desenator și unul din Les Nabis
- Bosch, Jacob van der (1868 - 1948), olandez, muralist, pictor de fresce, creator de piese de artă decorativă
- Boesselt, Rudolf (1871 - 1938), german, sculptor, creator de medalii și bijuterii, designer de artă gravată în metal
- Bouraine, Marcel (1886 - 1948), francez, designer de artefacte, cu predilecție din sticlă
- Bradley, William H. (1868 - 1962), american, ilustrator, pictor, designer și tipograf
- Brandt, Edgar (1880 - 1960), francez, designer, bijutier, realizator de artefacte
- Brunfaut, Jules (1852 - 1942), francez, designer, realizator de artefacte
- Bugatti, Carlo (1856 - 1940), italian, pictor, designer, ebenist și realizator de artefacte
- Bugatti, Ettore (1881 - 1947), italian, designer, grafician, realizator de artefacte și constructor de automobile
- Bugatti, Jean (1909 - 1939), german, designer, grafician, șofer de teste și constructor de automobile
- Burnham & Root, firmă americană de arhitectură înființată în 1873, în Chicago, Illinois, de către Daniel Hudson Burnham și John Wellborn Root.  Este considerată, în ciuda criticilor vehemente adresate de către Louis Henry Sullivan și Frank Lloyd Wright, ca fiind realizatoarea a adevărate opere de artă arhitecturală în Chicago, în ultimele decenii ale secolului al 19-lea.

## C

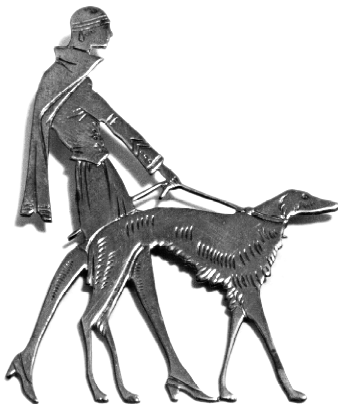
Broșă Art Deco

- Cartier SA, firmă franceză de bijuterii și artefacte conținând metale prețioase
- Cappiello, Leonetto (1875 - 1942), italian, designer, realizator de afișe
- Cassandre, A. M., numele la naștere Adolphe Jean-Marie Mouron, (1901 - 1968), francez, designer, pictor, tipograf, realizator de afișe
- Cauchie, Paul (1875 - 1952), belgian, pictor și arhitect
- Charbonnier, Paul (1865 - 1953), francez, arhitect
- Chéret, Jules (1836 - 1932), francez, pictor și artist grafic
- Chini, Galileo (1873 - 1956), italian, pictor, olar și designer de interioare
- Chipăruș, Dumitru, cunoscut sub numele de Dmitri sau Demetrius Chiparus (1888 - 1950), român, designer, sculptor de figurine, realizator de artefacte
- Christiansen, Hans (1866 - 1945), german, pictor, grafician, realizator de artefacte și scriitor
- Cissarz, Johann Vincenz (1973 - 1942), german, pictor, grafician, pictor pe obiecte din sticlă
- Colenbrander, Theodoros Christian Adrian (1841 - 1930), olandez, arhitect, designer, ceramist, olar și realizator de porțelan
- Colonna, Edward (1862 - 1948), francez, arhitect, designer
- Combaz, Gisbert (1869 - 1941), belgian, pictor, designer de artefacte de interior

## D
- D'Aronco, Raimondo Tommaso (1857 - 1932), italian, arhitect
- Dammouse, Albert-Louis (1848 - 1926), francez, sculptor, pictor, olar, ceramist și sticlar
- Daum, Jean-Antonin (1864 - 1930), francez , sticlar, fiul lui Jean Daum și fratele lui Jean-Louis Auguste Daum

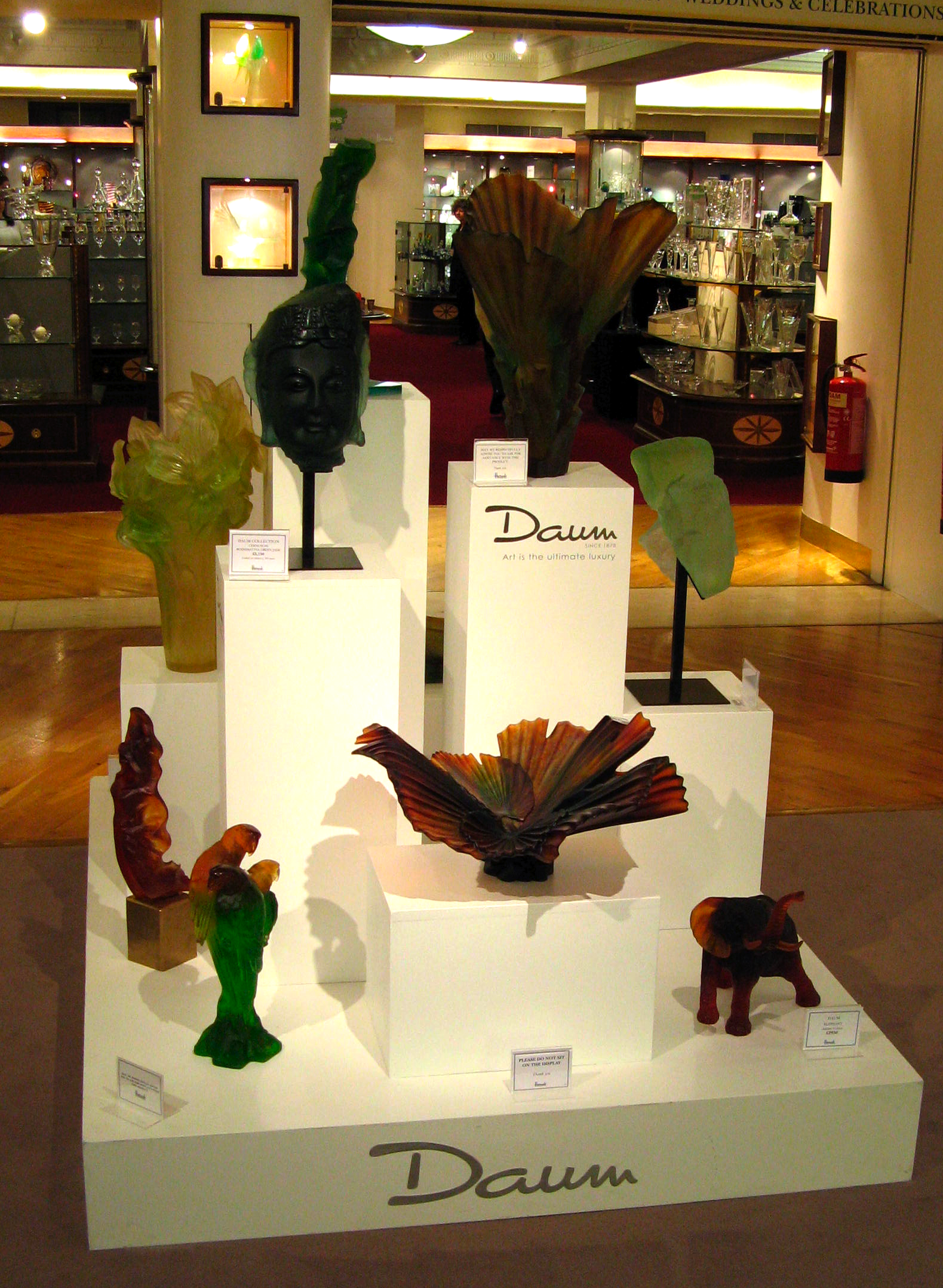
Obiecte de sticlă realizată la sticlăria familiei Daum expusă la Harrods, Londra.

- De Konick, Louis Herman, belgian , arhitect
- De Lempicka, Tamara (1898 - 1990), poloneză, designer, pictor
- Dearle, John Henry (1860 - 1932), englez, designer și realizator de artefacte
- Décorchemont, François-Émile (1880 - 1971), francez, olar, ceramist și sticlar
- Delaherche, Auguste (1857 - 1940), francez, olar, ceramist
- Delveaux, Paul (1897 - 1994), francez, designer, pictor
- Den Kongelige Porcelainsfabrik, fabrică daneză de porțelan, fondată în 1760
- Divéky, Josef von (1887 - 1951), ungur, pictor și grafician
- Doesburg, Theo van, numele real, Christiaan Emil Marie Küppper, (1883 - 1931), olandez, pictor, arhitect și scriitor de artă
- Doucet, Jacques (1853 - 1929), francez, designer de mobilier
- Dubois, Fernand, (1861 - 1939), belgian, sculptor, bijutier și realizator de medalii și plăci comemorative
- Dudovich, Marcello (1878 - 1962), italian, artist grafic
- Dufrène, Maurice (1876 - 1955), francez, designer de mobilier
- Dunand, Jean (1877 - 1942), elvețian, pictor (mai ales pe lemn), realizator de artefacte de lemn pictate
- Durrio, Paco, pseudonimul lui Francisco Durrio de Madron (1875 - 1940), spaniol, bijutier, realizator de artefacte de mici dimensiuni

## E
- Eissenloeffel, Jan (1876 - 1957), olandez, bijutier de argintărie, creator de artefacte din metal
- Erté, numele real Romain de Tirtoff (1892 - 1990), rus, designer, grafician, pictor, realizator de afișe

## F
- Feure, Georges de, francez-olandez, pseudonimul artistic al lui Georges van Sluijters (1868 - 1943), pictor, graficia, scenograf, realizator de diverse artefacte
- Fidus, german, pseudonimul artistic al lui Hugo Höppener (1868 - 1948), creator de diferite artefacte și ilustrator de cărți
- Fouquet, Georges (1899 - 1984), fiul lui Jean, francez, aurar, argintar și bijutier
- Fouquet, Jean (1862 - 1957), tatăl lui George, francez, aurar, argintar și bijutier
- Frosterus, Sigurd (1876 - 1956), finlandez, arhitect și fotograf de artă

## G
- Gaillard, Eugène (1862 - 1933), francez, arhitect, designer de mobilier și diverse artefacte
- Gaillard, Lucien (1891 - după 1945), francez, bijutier și designer de artefacte
- Gallen-Kallela, Akseli (1865 - 1931), finlandez, pictor și artist grafic, devenit celebru pentru ilustrarea epopeii naționale finlandeze Kalevala
- Gaudí i Cornet, Antoni (1852 - 1926), catalan, arhitect, decorator și designer
- Gerard, Gaston (1878 - 1969), francez, acuarelist, pictor și designer
- Gesellius, Lindgren & Saarinen, firmă de arhitectură finlandeză, cunoscută și sub acronimul GLS, înființată în 1896 de către Herman Gesellius, Armas Eliel Lindgren și Eliel Saarinen.  GLS a influențat major evoluția ulterioară a arhitecturii în Finlanda.
- Geyr, Karl, german, designer, realizator de artefacte
- Gradl, Max Josef (1873 - 1934), german, pictor peisagist și grafician, fratele mai mic al lui Hermann Gradl der Ältere
- Gradl der Ältere, Hermann (1869 - 1934), german, pictor, sculptor, grafician și creator de artefacte
- Gray, Eileen (1878 - 1976), irlandeză, arhitect, designer, pictor, realizatoare de artefacte, specialistă în produse de lemn lăcuit
- Greiner, Daniel (1872 - 1943), german, sculptor, pictor și grafician
- Gris, Juan, nume la naștere José Victoriano Gonzáles Pérez, (1887 - 1927), spaniol, pictor și grafician
- Gruber, Jacques (1870 - 1936, francez alsacian, pictor și realizator de artefacte
- Guimard, Hector (1867 - 1942), francez, arhitect, designer, realizator de vitralii și artefacte, considerat cel mai reprezentativ creator francez al curentului artistic Art Nouveau, dar care a creat și în maniera Art Deco
- Gurschner, Gustav (1873 - 1970), austriac, sculptor, realizator de morminte și artefacte

## H
- Haagsche Plateelbakkerij Rozenburg, fabrică olandeză de porțelan fondată în 1873 de către germanul Wilhelm Wolff von Gudenberg
- Habich, Ludwig (1872 - 1949), german, sculptor și realizator de artefacte
- Hamesse, Paul (1877 - 1956), belgian, arhitect și designer
- Hampel, Walter (1867 - 1949), austriac, pictor, designer și realizator de artefacte
- Hansen, Frida (1855 - 1931), numele real Frederikke Bolette, norvegiană, designer de textile
- Hatgring, J. H. (1876 - 1951, olandez, designer, realizator de porțelan
- Haunstein, Paul (1880 - 1944), german, pictor, grafician, creator de artefacte
- Heinze, Thomas Theodor (1867 - 1948), german, pictor, scriitor și grafician
- Hoetger, Bernhard (1874 - 1949), german, sculptor, pictor, grafician, arhitect și realizator de artefacte
- Hoffmann, Josef (1859 - 1901), austriac, grafician, realizator de obiecte de artă aplicată
- Hofmann, Ludwig von (1861 - 1945), german, pictor, grafician, designer, realizator de obiecte de artă aplicată
- Horta, Victor (1861 - 1947), belgian, arhitect

## J

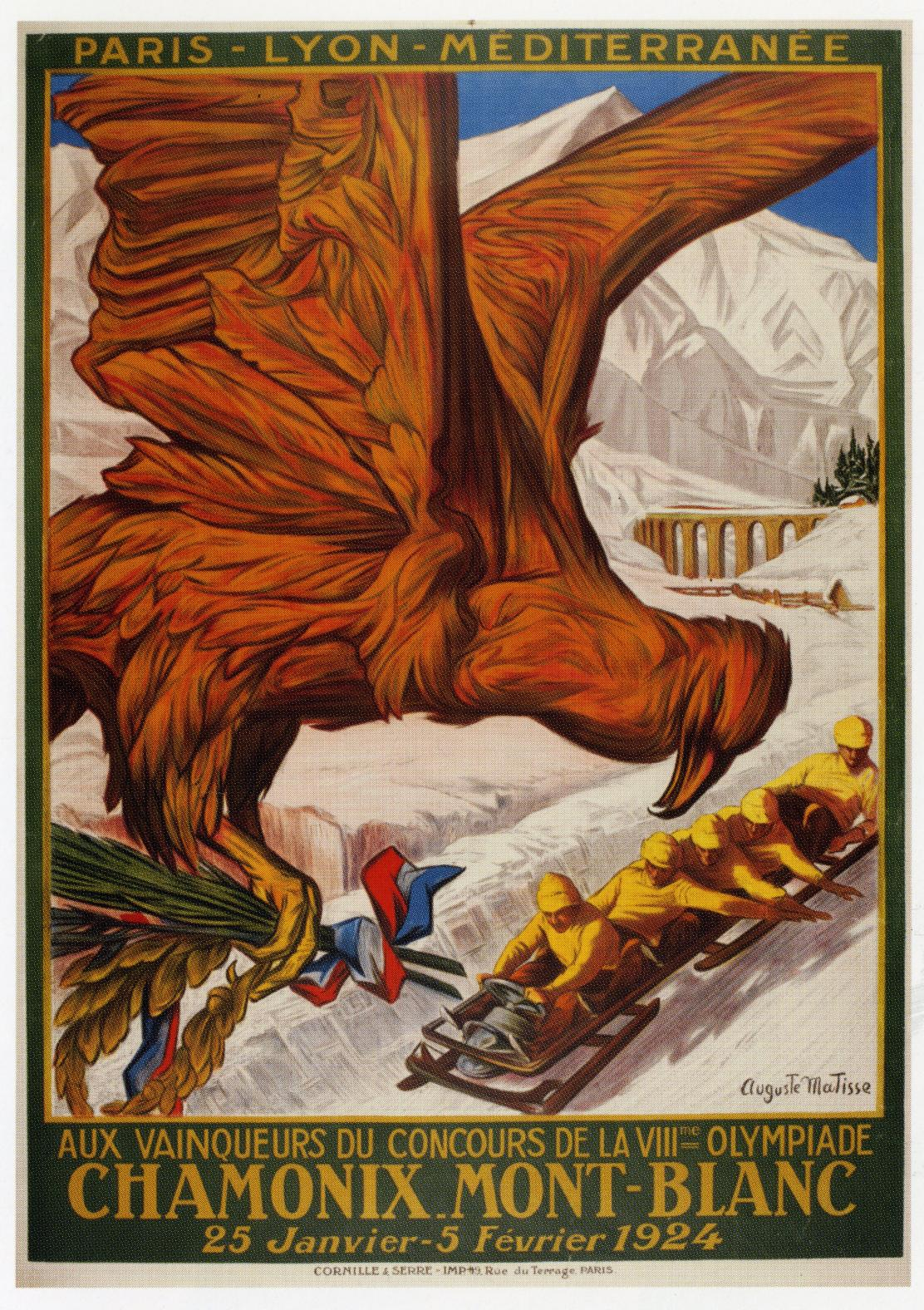
Posterul oficial al Jocurilor Olimpice de iarnă din anul 1924, Squaw Valley, comitatul Placer, statul.

- Jensen, Greg (1866 - 1935), danez, ceramist, aurar și argintar
- Jerndahl, Aron (1858 - 1936), sudez, sculptor și pictor
- Jo, Léo, numele la naștere Léotin Joris, 1870 - 1962), belgian, grafician
- Jourdain, Frantz (1847 - 1935), belgian-francez, arhitect, grafician, scriitor și jurnalist
- Jungnickel, Ludwig Heinrich (1881 - 1965), german, pictor, grafician și designer de arte aplicate

## K
- Kayser & Sohn AG, fabrică de artefacte executate din metal fondată în Düssseldorf, Germania de familia Kayser în 1862
- Kayser, Engelbert, german, designer, realizator de artefacte, membru al familiei Kayser, care poseda și administra firma Kayser & Sohn AG
- Kayser, Johann Peter, german, întreprinzător, fondatorul firmei Kayser & Sohn AG
- Klablena, Eduard (1881 - 1933), austriac, designer, sculptor și ceramist
- Kleukens, Friedrich Wilhelm (1878 - 1956), german, grafician, pictor
- Knox, Archibald (1864 - 1933), englez, argintar, designer, pictor

## L
- Lalique, René (1860 - 1945), francez, designer, sticlar, realizator de artefacte
- Laube, Eižens (1880 - 1967), leton, arhitect
- Lonvin, Jeanne (1869 - 1946), franțuzoaică, designer de mobilier

## M

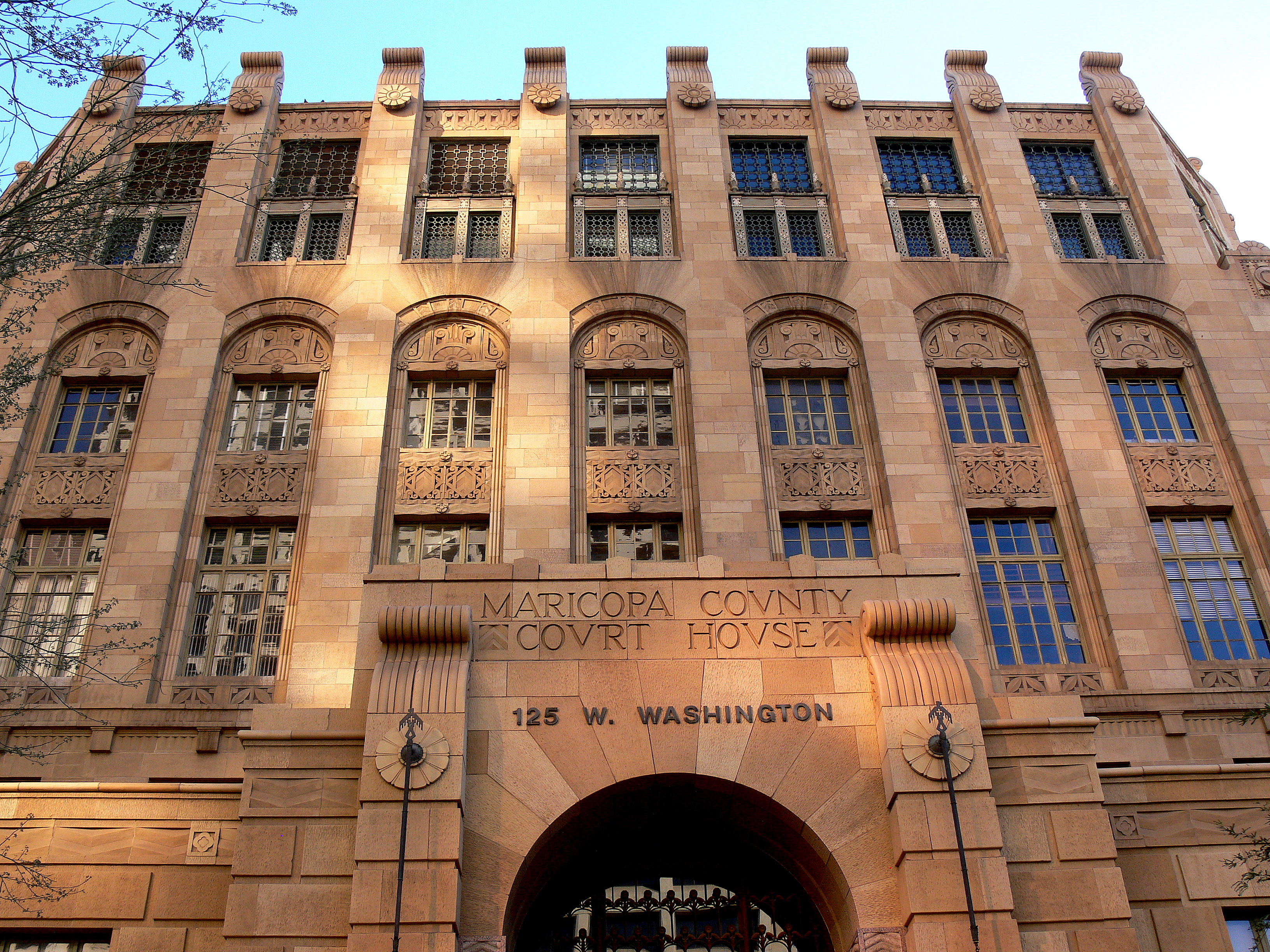
Clădirea Curţii de Justiţie a comitatului Maricopa, Phoenix, Arizona, anii timpurii 1930.

- Mackintosh, Charles Rennie (1868 - 1928), scoțian, arhitect, decorator de interioare, realizator de mobilier, designer și ilustrator de cărți
- Manship, Paul (1885 - 1966), american, sculptor
- Munthe, Gerhard Peter (1849 - 1929), norvegian, pictor, artist grafic, creator de artefacte și scriitor

## N
- Naper, Ella (1886 - 1972, englezoaică, bijutier, designer de bijuterii
- Nuutajärvi, fabrică finlandeză de sticlă fondată în 1793 în localitatea Nuutajärvi

## O
- Obrist, Hermann (1863 - 1927), elvețian, decorator de interioare, sculptor
- Olbrich, Josef Maria (1867 - 1908), austriac, designer, pictor, decorator de interioare
- Ozenfant, Amédée (1886 - 1996), francez, designer, decorator de interioare, pictor

## P

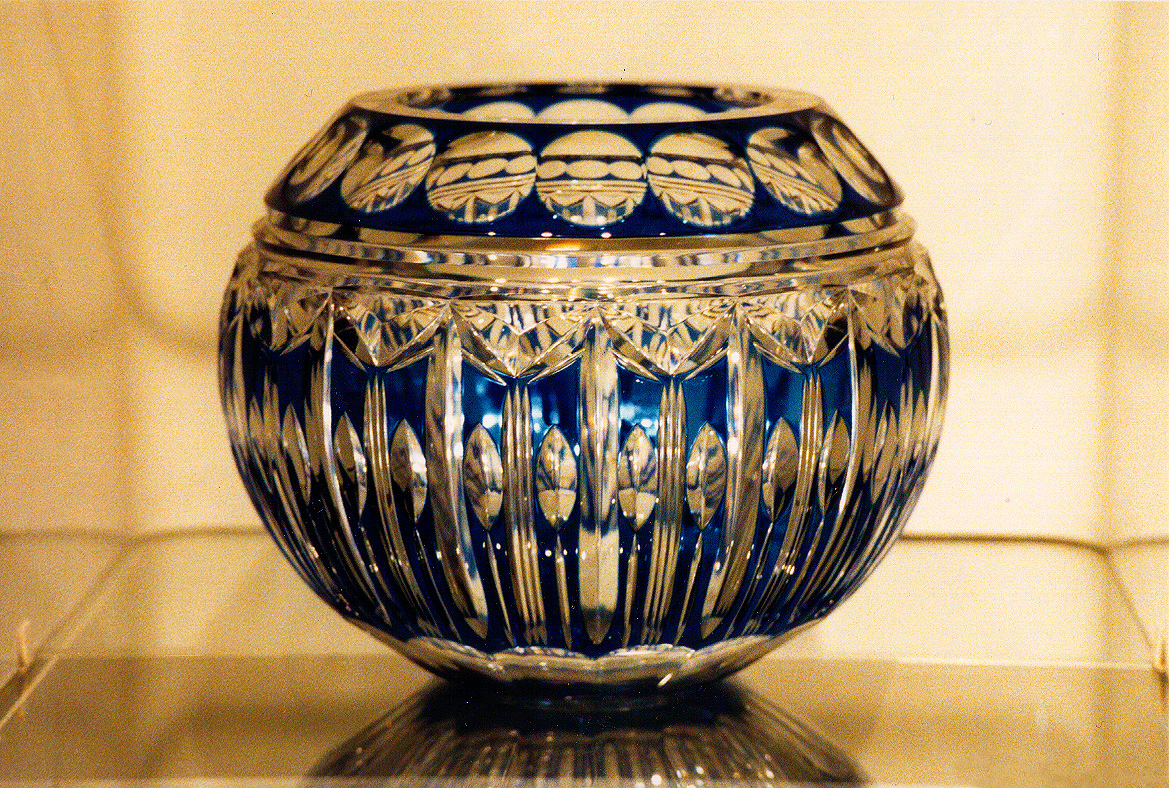
Vas decorativ Val-Saint-Lambert

- Pankok, Bernhard (1872 - 1943), german, arhitect, grafician, creatro de artefacte, pictor, restaurator, sculptor
- Partridge, Frederick James (1877 - 1942), englez, bijutier, designer de bijuterii
- Picasso, Pablo (1881 - 1973), spaniol, pictor, olar și sculptor
- Paul, Bruno (1874 - 1968), german, arhitect, pictor, grafician și creator de artefacte
- Peretiatkovich, Marian (1872 - 1916), rus, ahitect
- Pekšens, Konstantins (1859 - 1929), leton, arhitect și inginer constructor
- Powolny, Michael (1871 - 1954), austriac, ceramist și sculptor
- Pryce, Spencer Gerald (1882 - 1956), britanic, designer, realizator de postere și afișe

## Q
- Quarti, Eugenio (1867 - 1929), italian, designer și realizator de mobilă

## R
- Rhead, Frederick Hurten (1880 - 1942), englez (ulterior naturalizat în Statele Unite), ceramist, designer și creator de obiecte decorative
- van Rossum, Jacobus Willem (1881 - 1963), olandez, designer, ceramist, olar și realizator de porțelan
- Ruhlmann, Jacques-Emile, (1879 - 1933), francez, designer, desenator, realizator de mobilier

## S
- Saarinen, Eliel (1873 - 1950), finlandez, arhitect, urbanist, designer, realizator de interioare, pictor, pedagog, co-fondator,  în 1896, alături de Herman Greselius și Armas Eliel Lindgren, al firmei de arhitectură Gesellius, Lindgren & Saarinen
- Schindler, Rudolf (1887 - 1953)]], american, arhitect, realizator de interioare
- Sharvogel, Jacob Julius (1854 - 1938), german, pictor, olar și ceramist
- Schellink, Samuel (1876 - 1958), german, designer, olar, ceramist și realizator de porțelan
- Sullivan, Louis Henri (1856 - 1924), american, arhitect, critic și scriitor de arhitectură
- Sterken, Roelof (1877 - 1943), olandez, ceramist, olar, realizator de porțelan

## T
- Tiffany, Louis Comfort (1848 - 1933), american, sticlar, ceramist, pictor, realizator de artefacte destinate decorării interioarelor
- Templier, Raymond (1891 - 1968), francez, aurar, argintar, bijutier
- Ten Broek, Willem Frederick (1905 - 1993), olandez, designer, pictor, realizator de afișe

## U

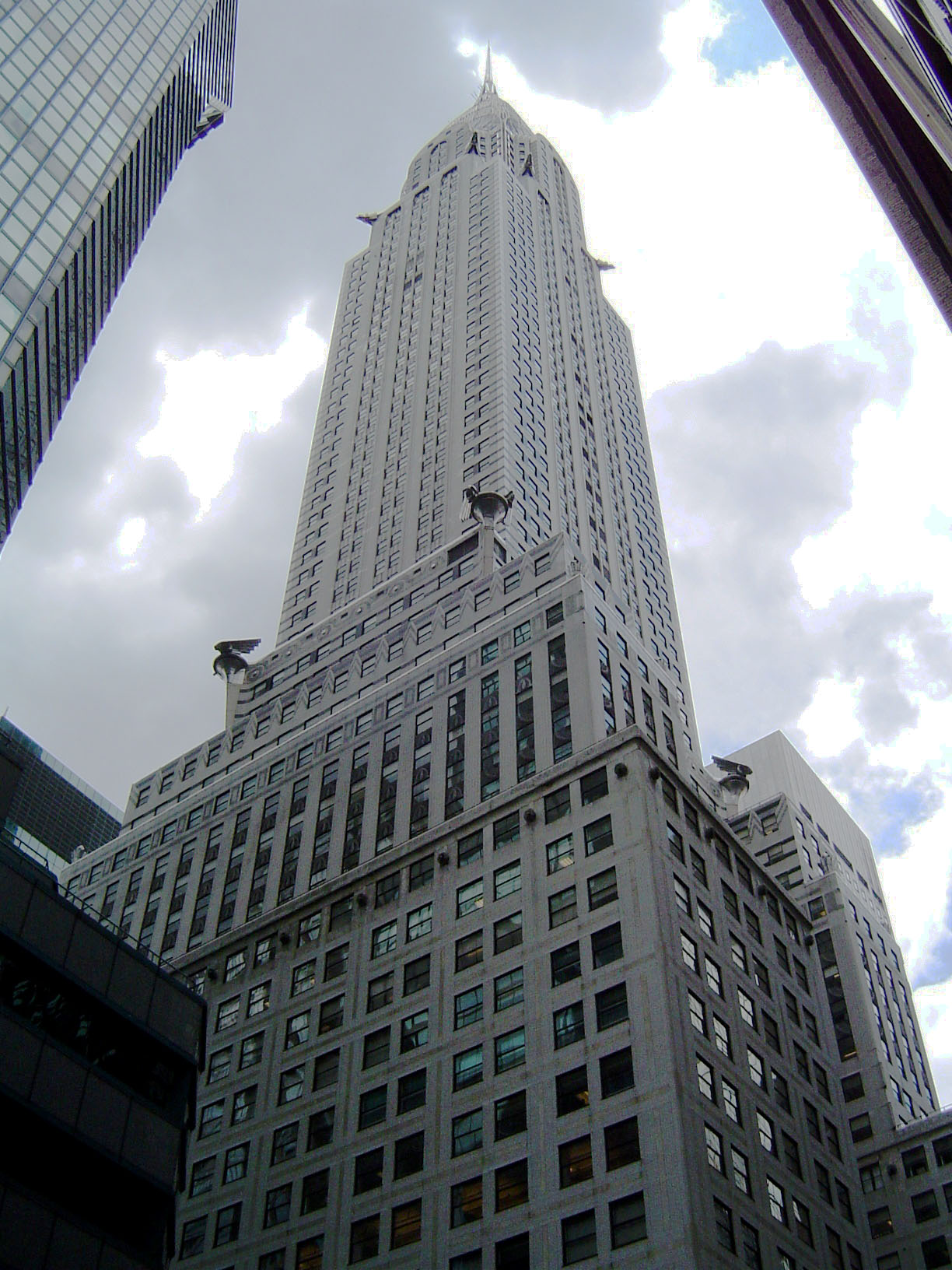
Chrysler Building, arhitect William Van Allen.

- Urania, fabrică olandeză de artefacte metalice și obiecte casnice fondată în 1895 la Maastricht
- Urban, Josef (1872 - 1933), austriac, arhitect, realizator de artefacte, scenograf și realizator de costume

## V
- Vallin, Eugène (1856 - 1922), francez, arhitect
- Van Alen, William (1883 - 1954), american, arhitect, decorator, designer, realizatorul celebrei [The] Chrysler Building (Clădirea Chrysler)
- Van der Velde, Henry (1863 - 1957), belgian, arhitect
- Voysey, Charles Francis (1857 - 1941), englez, designer, ilustrator, pictor

## W

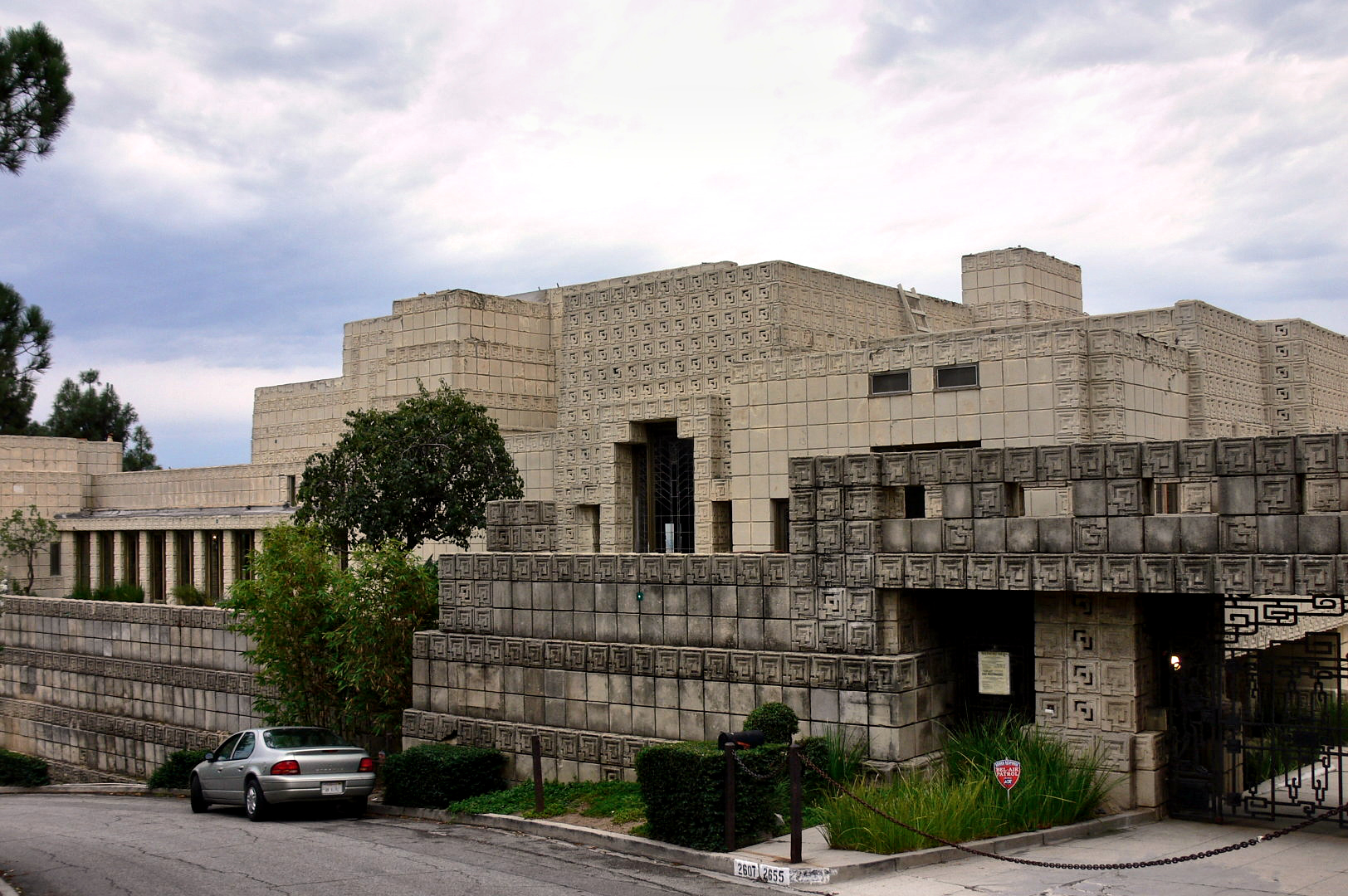
Una din creaţiile Art Deco, realizată în maniera arhitecturii aztece redivivus de Frank Lloyd Wright, Casa Ennis.

- Wiener Werkstätte, fabrică din Viena de țesături, specializată între anii 1910 - 1920 în țesături de mătase, proprietatea grupului Sezession
- Wright, Frank Lloyd (1867 - 1959), american, arhitect și decorator de interioare, arhitect de case în diferite stiluri, creator al conceptului de arhitectură organică

## Z